# Het water (Marco Borsato)
Het water is een nummer van de Nederlandse zanger Marco Borsato uit 1998. Het is, samen met "Speeltuin", de tweede en laatste single van Borsato's zevende studioalbum De bestemming.
Het nummer is een rustige ballad. Het haalde de 10e positie in de Nederlandse Top 40. In Vlaanderen haalde het de 15e positie in de Tipparade.

## Covers
- In 2021 bracht Hape Kerkeling onder de titel Tausend und eine Welle een Duitstalige cover uit.[1]